# YZ-Gruppe
Die YZ-Gruppe ist eine vermutete Gruppe von attischen Vasenmalern des rotfigurigen Stils.
Einzelne Künstler sind schwer greifbar. Die Gruppe erhielt ihren Notnamen von John D. Beazley, der die Werke der YZ-Gruppe als die spätesten fassbaren figürlichen Arbeiten des Stils bezeichnete. „YZ“ steht analog zum Alphabet für das Ende der rotfigurigen Vasenmalerei in Athen. Die Gruppe muss um das Jahr 320 v. Chr. gearbeitet haben. Unklar ist das genaue Ende, da eine Chronologie der Vasen schwer möglich ist. Da es sich um nicht wenige Vasen handelt, ist es möglich, dass zwar nur kurz, dafür aber in großer Zahl produziert wurde. Es werden Eroten, Frauen und Niken gezeigt. Die Tondi der Schalen erinnern an Werke aus der Frühzeit des Jahrhunderts, sind aber unsauberer und gröber in der Ausführung. Neben Schalen werden auch Askoi, Pyxiden und kleine Lebetes gamikoi bemalt.